# Веллмен (Техас)
Веллмен (англ. Wellman) — місто (англ. city) в США, в окрузі Террі штату Техас. Населення — 230 осіб (2020).

## Географія
Веллмен розташований за координатами 33°2′49″ пн. ш. 102°25′39″ зх. д. / 33.04694° пн. ш. 102.42750° зх. д. (33.046979, -102.427437).  За даними Бюро перепису населення США в 2010 році місто мало площу 0,88 км², уся площа — суходіл.

## Демографія
Згідно з переписом 2010 року, у місті мешкали 203 особи в 79 домогосподарствах у складі 61 родини. Густота населення становила 231 особа/км².  Було 93 помешкання (106/км²).
Расовий склад населення:
| - 78,3 % — білих - 1,0 % — чорних або афроамериканців - 0,5 % — корінних американців - 17,2 % — осіб інших рас |

До двох чи більше рас належало 3,0 %. Частка іспаномовних становила 40,9 % від усіх жителів.
За віковим діапазоном населення розподілялося таким чином: 23,6 % — особи молодші 18 років, 66,5 % — особи у віці 18—64 років, 9,9 % — особи у віці 65 років та старші. Медіана віку мешканця становила 41,3 року. На 100 осіб жіночої статі у місті припадало 91,5 чоловіків;  на 100 жінок у віці від 18 років та старших — 96,2 чоловіків також старших 18 років.
Середній дохід на одне домашнє господарство  становив 60 655 доларів США (медіана — 43 036), а середній дохід на одну сім'ю — 72 012 долари (медіана — 69 688). Медіана доходів становила 49 688 доларів для чоловіків та 30 962 долари для жінок. За межею бідності перебувало 18,6 % осіб, у тому числі 20,0 % дітей у віці до 18 років та 17,4 % осіб у віці 65 років та старших.
Цивільне працевлаштоване населення становило 184 особи. Основні галузі зайнятості: освіта, охорона здоров'я та соціальна допомога — 42,4 %, роздрібна торгівля — 14,7 %, мистецтво, розваги та відпочинок — 10,9 %.